# Lúcio Calpúrnio Pisão (cônsul em 27)
Lúcio Calpúrnio Pisão (em latim: Lucius Calpurnius Piso), conhecido como Cneu Calpúrnio Pisão (em latim: Gnaeus Calpurnius Piso) até 20, quando foi forçado a mudar de nome, foi um senador romano da gente Calpúrnia eleito cônsul em 27 com Marco Licínio Crasso Frúgio.

## Origem e troca do nome
O pai de Pisão era Cneu Calpúrnio Pisão ("o Velho"), cônsul em 7 a.C., e sua mãe era Munácia Plancina. Como filho mais velho do casal, Pisão nasceu com o prenome "Cneu". Seu irmão mais novo era Marco Calpúrnio Pisão, de quem mais nada se sabe.
Seu pai é famoso por ter sido o governador da Síria entre 18 e 19 que entrou em um sério conflito com Germânico, o filho adotivo e herdeiro do imperador Tibério. Quando ele morreu inesperadamente, em 19, Cneu (pai) foi acusado de assassinato e processado por maiestas ("traição") em 20. Antes que pudesse ser julgado, Cneu (pai) preferiu se matar, mas não sem antes pedir, numa carta, que Tibério poupasse seus filhos alegando, entre outras coisas, que Cneu (filho) esteve em Roma durante todo o episódio. Porém, o processo contra os Calpúrnios não correu tão bem; o cônsul Marco Aurélio Cota Máximo Messalino propôs que metade das propriedades da família fosse confiscada e a outra fosse deixada para Cneu (filho); Marco ficaria sem nada. O imperador, contudo, amenizou a proposta de várias formas. Segundo a decisão final do Senado, firmada no "Senatus consultum de Gnaeo Pisone patre", o Senado proibiu o luto em sua memória, removeu todas as suas imagens públicas, como estátuas e retratos, e seu nome foi apagado da base de uma estátua como parte de um decreto de damnatio memoriae. Adicionalmente, o Senado instruiu que os curatores locorum publicorum iudicandorum removessem e destruíssem uma estrutura construída sobre a Porta Fontinal para ligar suas propriedades. As propriedades de Cneu foram igualmente divididas entre seus dois filhos na condição de que sua filha, Calpúrnia, recebesse 1 000 000 de sestércios como dote e mais 4 000 000 como propriedade pessoal. Munácia Plancina foi absolvida e Cneu (filho) foi obrigado a trocar de nome para "Lúcio".

## Carreira política
Aparentemente a carreira de Lúcio não foi atrapalhada pela desgraça de seu pai. Antes do julgamento, em 18, ele serviu como questor do imperador, o que explica porque ele não acompanhou o pai na Síria. Em 27, Lúcio foi eleito cônsul e, entre 36 até 38 ou 39, foi prefeito urbano de Roma. Como tal, foi ele quem recebeu de Calígula uma carta informando a morte de Tibério em 37.
Provavelmente entre 39 e 40 (ou 38 e 39), Lúcio foi procônsul da África, o que deixou Calígula temeroso de que ele pudesse se tornar poderoso demais. Por causa disto, o imperador realizou uma reforma administrativa cujo efeito prático foi a divisão da província: o comando da Legio III Augusta foi retirado do procônsul e transferido para um legado imperial, que assumiu também o governo civil da área ocupada pelas tropas. Tácito, porém, conta a mesma história em relação ao antecessor de Lúcio, Marco Júnio Silano, e, por isso, não se sabe exatamente qual foi o governador afetado pela decisão de Calígula. Edmund Groag propôs em 1897 que o comando foi transferido para o legado na época de Silano e que Lúcio Pisão foi o primeiro governador a assumir já sem o comando militar. No relato de Dião Cássio, todo o episódio diz respeito apenas a Lúcio Pisão. Atualmente, os historiadores acreditam que entre Silano e Pisão ainda podem ter sido governadores na província Caio Rubélio Blando e Sérvio Cornélio Cetego.
Depois do comando na África, Lúcio assumiu o posto de governador da Dalmácia.
Segundo Plínio, o Jovem, que escreveu por volta de 100, indica que Lúcio Pisão morreu pouco depois da morte do imperador Nero (68). Plínio lembra, trinta anos depois, que ele ainda estava vivo quando todos os senadores da época de seu consulado já haviam morrido.

## Família
Lúcio Calpúrnio Pisão se casou com Licínia, irmã de seu colega de consulado em 27, Marco Licínio Crasso Frúgio, e filha de Marco Licínio Crasso Frúgio, cônsul em 14 a.C.. Os dois tiveram Lúcio Calpúrnio Pisão, cônsul em 57.